# Archyala tigrina
Archyala tigrina är en fjärilsart som beskrevs av Alfred Philpott 1930. Archyala tigrina ingår i släktet Archyala och familjen äkta malar. Inga underarter finns listade i Catalogue of Life.